# Пилаєв Георгій Миколайович
Георгій Миколайович Пилаєв (24 квітня 1894, село Прокудіно Грязовецького повіту Вологодської губернії, тепер Вологодської області, Російська Федерація — розстріляний 26 жовтня 1937, місто Москва, Російська Федерація) — радянський діяч, голова виконавчого комітету Свердловської окружної ради, голова Свердловської міської ради, голова Ленінградської обласної Ради народного господарства. Член Центральної контрольної комісії ВКП(б) у 1923—1925 і 1930—1934 роках. Член Комісії радянського контролю при РНК СРСР у 1934—1937 роках.

## Біографія
Народився в родині офіціанта трактиру. Закінчив чотирикласне початкове училище в місті Грязовці Вологодської губернії.
З 1911 по 1913 рік — хлопчик у конторі нотаріуса в Санкт-Петербурзі.
Член РСДРП(б) з грудня 1912 року.
З 1913 по червень 1914 року працював на різних роботах в Союзі торгово-промислових службовців та в конторі нотаріуса в Москві. Одночасно з 1913 по 1914 рік навчався на вечірніх загальноосвітніх курсах при Московському міському народному університеті Шанявського.
З червня по грудень 1914 року — у в'язниці міста Москви.
У грудні 1914 — квітні 1915 року — технічний робітник каси хворих у місті Сормові біля Нижнього Новгороду.
З квітня по листопад 1915 року — у в'язниці міста Нижнього Новгороду. З листопада 1915 по жовтень 1916 року — на адміністративному засланні в Іркутській губернії. З жовтня по лютий 1917 року перебував на нелегальному становищі в Петрограді.
У березні 1917 — травні 1918 року — робітник-шабровщик Петроградського патронного заводу, червоногвардієць. У 1917 році вибраний членом Виборзької районної ради міста Петрограда.
У травні 1918 — жовтні 1919 року — керуючий справами Революційної військової ради 2-ї армії РСЧА, начальник 1-го експедиційного корпусу, військовий комісар 2-ї бригади 28-ї стрілецької дивізії, військовий комісар 28-ї стрілецької дивізії 2-ї армії РСЧА на Східному фронті. Був декілька разів поранений, лікувався в госпіталі.
З жовтня 1919 до початку 1920 року навчався у Військовій академії РСЧА.
У 1920 році — начальник Головнафти, голова Грозненського нафтового комітету.
У березні — жовтні 1920 року — військовий радник Перської (Мазандаранської) Червоної армії в Гілянській РСР на території Персії (Ірану).
У жовтні 1920 — лютому 1921 року — в розпорядженні ЦК РКП(б) у Москві.
У лютому 1921 — квітні 1922 року — командувач Донецької трудової армії в Донбасі.
У квітні 1922 — серпні 1923 року — слухач курсів марксизму при Комуністичній академії в Москві.
У серпні 1923 — листопаді 1924 року — контролер Центральної контрольної комісії РКП(б), член Комісії із експорту хліба, член Комісії із залучення комуністичного студентства до роботи Центральної контрольної комісії РКП(б) — Народного комісаріату робітничо-селянської інспекції РРФСР. У 1924 році — керівник групи зовнішньої торгівлі Економічної інспекції Народного комісаріату робітничо-селянської інспекції СРСР. У листопаді 1924 — січні 1925 року — член комісії із перевірки апарату торгових представництв СРСР у Німеччині, Великій Британії та Швеції.
У січні 1925 — жовтні 1927 року — голова виконавчого комітету Свердловської окружної ради. Одночасно з 21 лютого 1926 по жовтні 1927 року — голова Свердловської міської ради.
З червня 1927 по жовтень 1929 року — член бюро, секретар Виборзького районного комітету ВКП(б) міста Ленінграда; завідувач Ленінградського обласного фінансового відділу.
У жовтні 1929 — 1930 року — керуючий Ленінградського обласного тресту середнього і точного машинобудування «Середточмаш».
У 1930 — січні 1931 року — голова Ленінградської обласної Ради народного господарства.
У січні 1931 — травні 1934 року — уповноважений Вищої ради народного господарства СРСР, Народного комісаріату важкої промисловості СРСР по Ленінградській області.
У квітні 1934 — березні 1935 року — член групи військового контролю Комісії радянського контролю при РНК СРСР.
У березні 1935 — березні 1937 року — уповноважений Комісії радянського контролю при РНК СРСР по Донецькій області УРСР.
11 березня 1937 року заарештований органами НКВС. У квітні 1937 року виключений із партії, 11 травня 1937 року виведений із складу Комісії радянського контролю при РНК СРСР. Засуджений Воєнною колегією Верховного суду СРСР 26 жовтня 1937 року до страти, розстріляний того ж дня. Похований на Донському цвинтарі Москви.
26 травня 1956 року реабілітований, 11 жовтня 1956 року посмертно відновлений у партії.

## Нагороди
- орден Червоного Прапора (1919)